# ČSD-Baureihe 525.0
Die Fahrzeuge der ČSD-Baureihe 525.0 waren fünffachgekuppelte Güterzug-Tenderlokomotiven der Tschechoslowakischen Staatsbahnen (ČSD), die ursprünglich vom Bergbauunternehmen Ostravsko-karvinské kamenouhelné doly (OKD) für die gesellschaftseigene Montanbahn bestellt wurden.

## Geschichte
Das Bergbauunternehmen Ostravsko-karvinské kamenouhelné doly (bis 1945: Severní dráha Ferdinanda; SDF) bestellte 1948 für den Betrieb der Industriebahn Ostrava–Doubrava (Mährisch Ostrau–Dombrau) drei fünffachgekuppelte Dampflokomotiven des Werks-Typs EP 800 von ČKD in Prag. 1950 wurden die Lokomotiven mit den Fabriknummern 2535 bis 2537 an die betriebsführende ČSD ausgeliefert. Die Lokomotiven erhielten zunächst die Nummern 514.013 bis 514.015, erst später erhielten sie die korrekte Baureihenbezeichnung 525.0. Weitere zwei baugleiche Lokomotiven erhielt die Werkbahn des Eisenwerks Vítkovice.
Die Lokomotiven waren in der Lage, einen 1000 Tonnen schweren Zug in der Ebene mit 50 km/h zu befördern. In einer Steigung von 25 Promille bewältigten die Lokomotiven noch 300 Tonnen mit einer Geschwindigkeit von 14 km/h.
Bis in die 1960er Jahre wurden die Lokomotiven auf ihrer Stammstrecke eingesetzt, bis sie mit der beginnenden Traktionsumstellung entbehrlich wurden. 1967 wurden die Lokomotiven ausgemustert. Von der Baureihe 525.0 ist kein Exemplar museal erhalten. Von der ČKD - Werkstype EP 1000 wird eine Maschine im Depot Veselí nad Moravou vorgehalten.

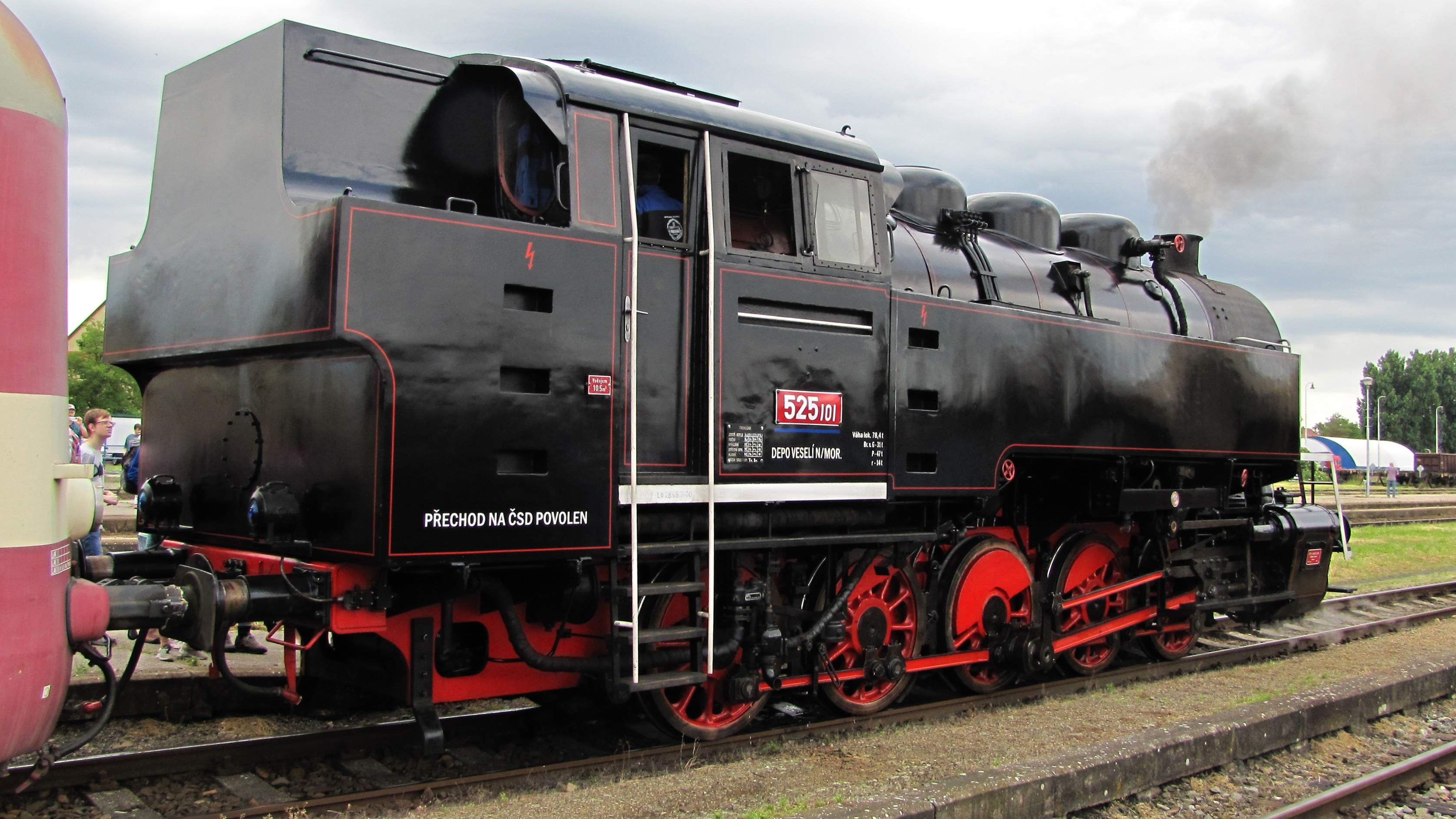
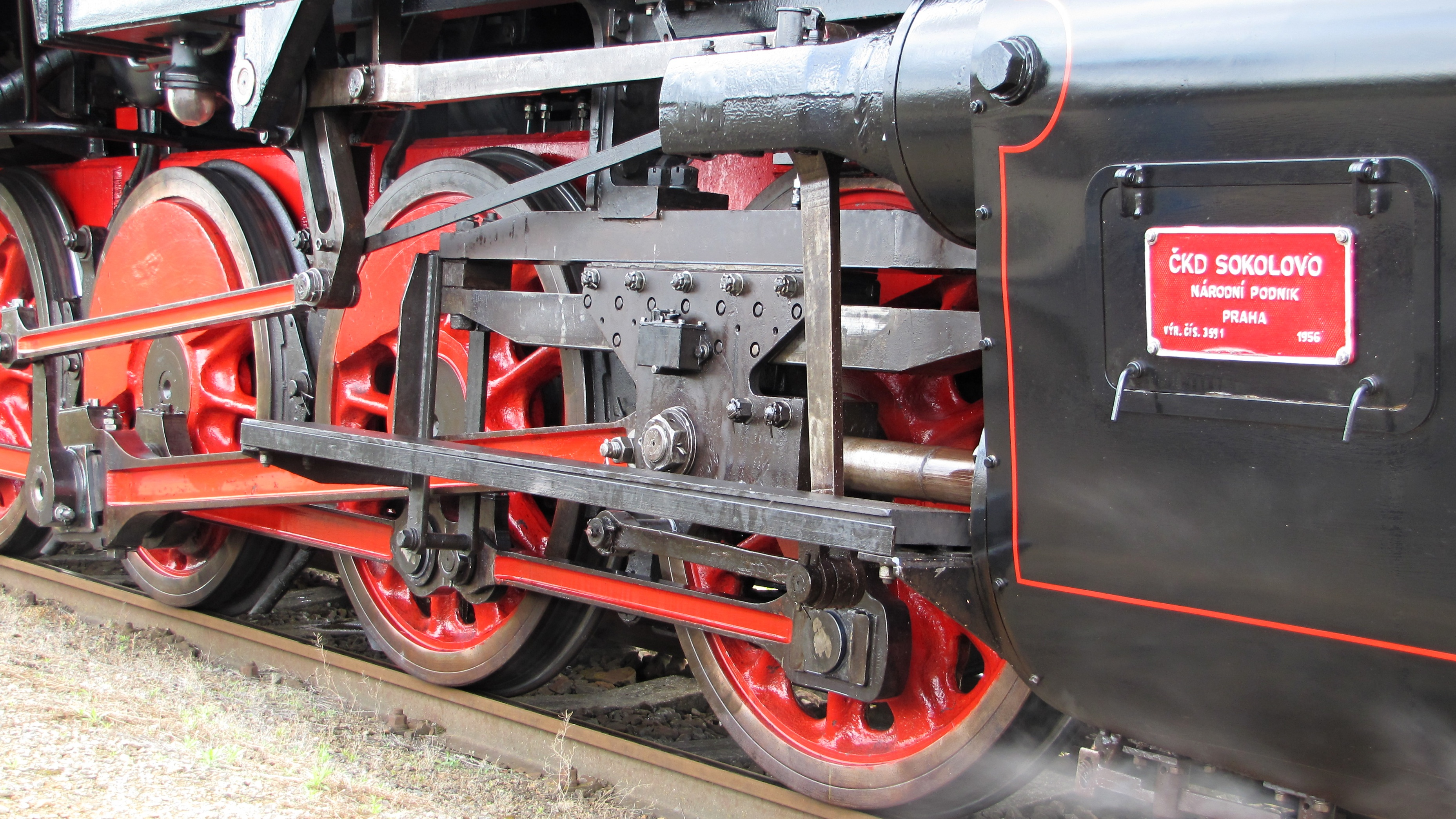